# سوتيجوي كوياتي
سوتيجوي كوياتي (بالفرنسية: Sotigui Kouyaté)‏ (19 يوليو 1936 باماكو مالي - 17 أبريل 2010 باريس فرنسا) هو لاعب كرة قدم بوركينابي.

## روابط خارجية
- سوتيجوي كوياتي على موقع IMDb (الإنجليزية)
- سوتيجوي كوياتي على موقع ألو سيني (الفرنسية)
- سوتيجوي كوياتي على موقع أول موفي (الإنجليزية)
- سوتيجوي كوياتي على موقع قاعدة بيانات الأفلام السويدية (السويدية)
- سوتيجوي كوياتي على موقع قاعدة بيانات الفيلم (الإنجليزية)
- سوتيجوي كوياتي على موقع كينوبويسك (الروسية)